# Mokošica
Mokošica ist einer der 8 Stadtbezirke der Stadt Dubrovnik, welche in der kroatischen Gespanschaft Dubrovnik-Neretva liegt.

## Geographische Lage
Mokošica, bestehend aus den Ortsteilen Stara Mokošica und Nova Mokošica (dt. Alt-Mokošica und Neu-Mokošica), liegt ca. 6 km von der Stadtmitte entfernt unmittelbar an der Adria-Bucht Rijeka Dubrovačka, eingebettet und umgeben von Bergen des Dinarischen Gebirges.

## Geschichte
Die Entstehung des Namens von Mokošica leitet sich vom Namen der Fruchtbarkeitsgöttin und Schutzpatronin der Frauen Mokoš ab, einer Figur aus der Slawischen Mythologie. Seit mehreren Jahrhunderten besiedelt, gewann Mokošica im 16. Jahrhundert durch die Errichtung von Sommersitzen Dubrovniker Adelsfamilien an regionaler Bedeutung. Im Zuge der Erweiterung von Dubrovnik wurde von der örtlichen Stadtplanung Ende der 1970er Jahre der Bau der Siedlung Nova Mokošica beschlossen, welche mit der 5. Planungs- und Bauphase und der Erweiterung in Richtung Westen abgeschlossen werden soll.
Während des Kroatienkriegs gab es viele Opfer unter der Zivilbevölkerung. Nach der Eroberung und Besetzung Mokošicas durch die Jugoslawische Volksarmee und Freischärler im Kroatienkrieg floh der Großteil der Bevölkerung. Die Siedlung blieb aber im Gegensatz zu anderen nahegelegenen Dörfern der Gemeinde Dubrovačko primorje weitgehend unbeschädigt, was darauf zurückzuführen ist, dass der Befehlshaber der Besatzer-Truppen die örtliche Grundschule als Hauptquartier erwählt hatte. Am 26. Mai 1992 mussten sich die Besatzungstruppen zurückziehen.

## Entwicklung
Während sich der Ortsteil Stara Mokošica seit Jahrzehnten unverändert zeigt, ist die Entwicklung von Nova Mokošica noch nicht abgeschlossen. Nach dem Bau von bis zu 6-geschossigen Gebäuden in der ersten Bauphase 1980, folgten in den nachfolgenden Phasen 2- bis 3-geschossige Wohngebäude sowie Einfamilienhäuser. Aktuell ist die fünfte Phase in Vorbereitung.

## Verkehr
Mokošica wird von den städtischen Buslinien 1A und 1B der Libertas bedient. Durch den Bau der Brücke Dubrovnik wurde Mokošica erheblich entlastet, da der Durchgangsverkehr der Nationalstraße D8 aus dem Norden Kroatiens nun nicht mehr entlang der Bucht Rijeka Dubrovačka durch die Ortschaft verläuft.

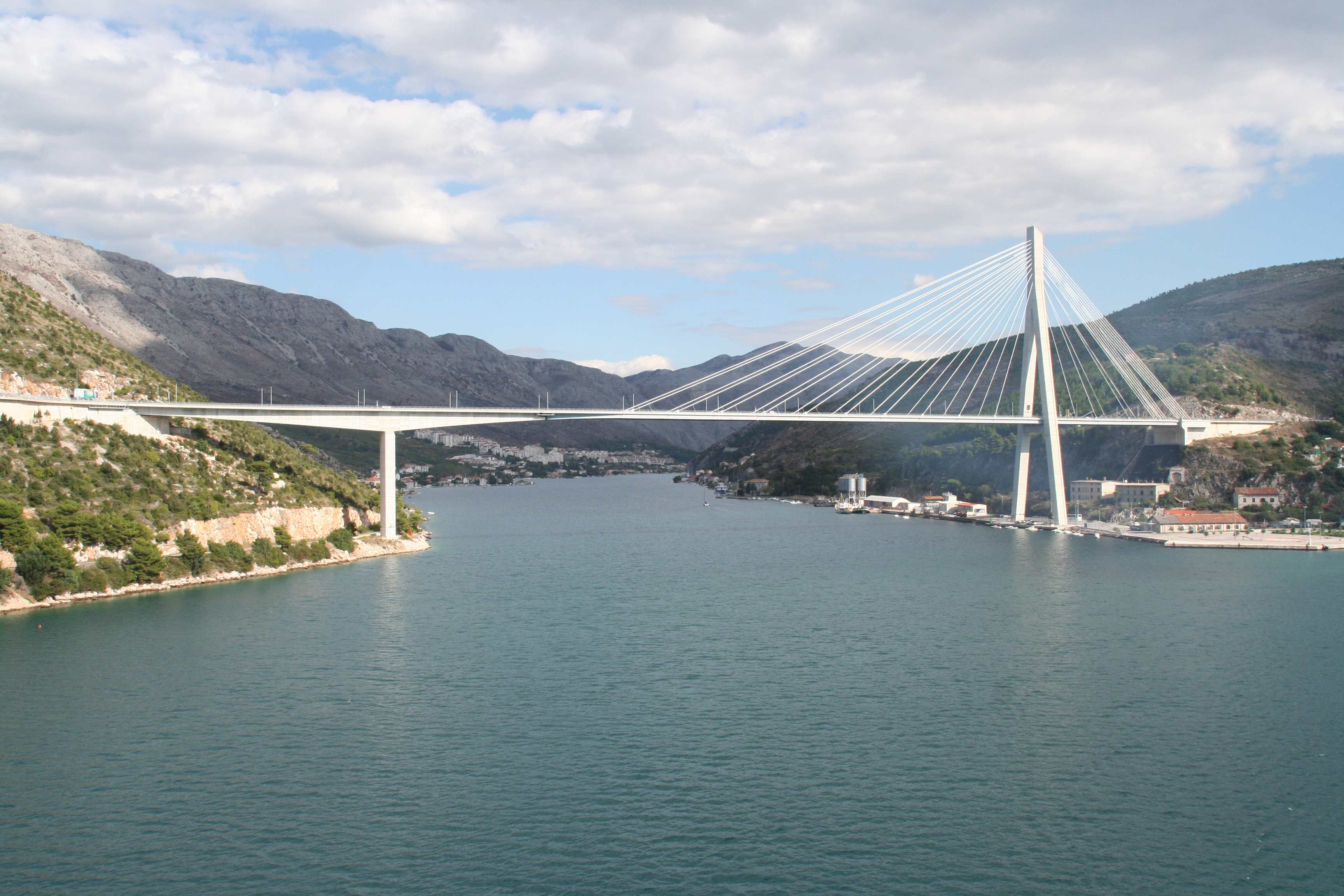
Die Brücke Dubrovnik, dahinter Mokošica

## Bevölkerung
Die Bevölkerung besteht hauptsächlich aus Kroaten, mit einem geringen Prozentanteil an Serben und Bosniern. Gemäß  Volkszählung 2001 hatte Mokošica 7.528 Einwohner, 6041 Personen in Nova Mokošica und 1487 Einwohner in Stara Mokošica.

## Wirtschaft
Der größte Wirtschaftszweig, in dem auch die Mehrheit der Bevölkerung tätig ist, ist der Tourismus. Der überwiegende Teil der  Einwohner von Mokošica pendelt täglich ins 6 km entfernte Stadtzentrum von Dubrovnik zur Arbeit. In Stara Mokošica bieten lediglich eine kleine Werft, ein Restaurant, ein kleines Einzelhandelsgeschäft und eine Trafik Arbeit. In Nova Mokošica – ursprünglich als Schlafstadt konzipiert – soll ein größeres Einkaufszentrum zukünftig ebenso für eine nennenswerte Anzahl an Arbeitsplätzen sorgen wie der Ausbau der Marina im nahegelegenen Stadtbezirk Komolac.

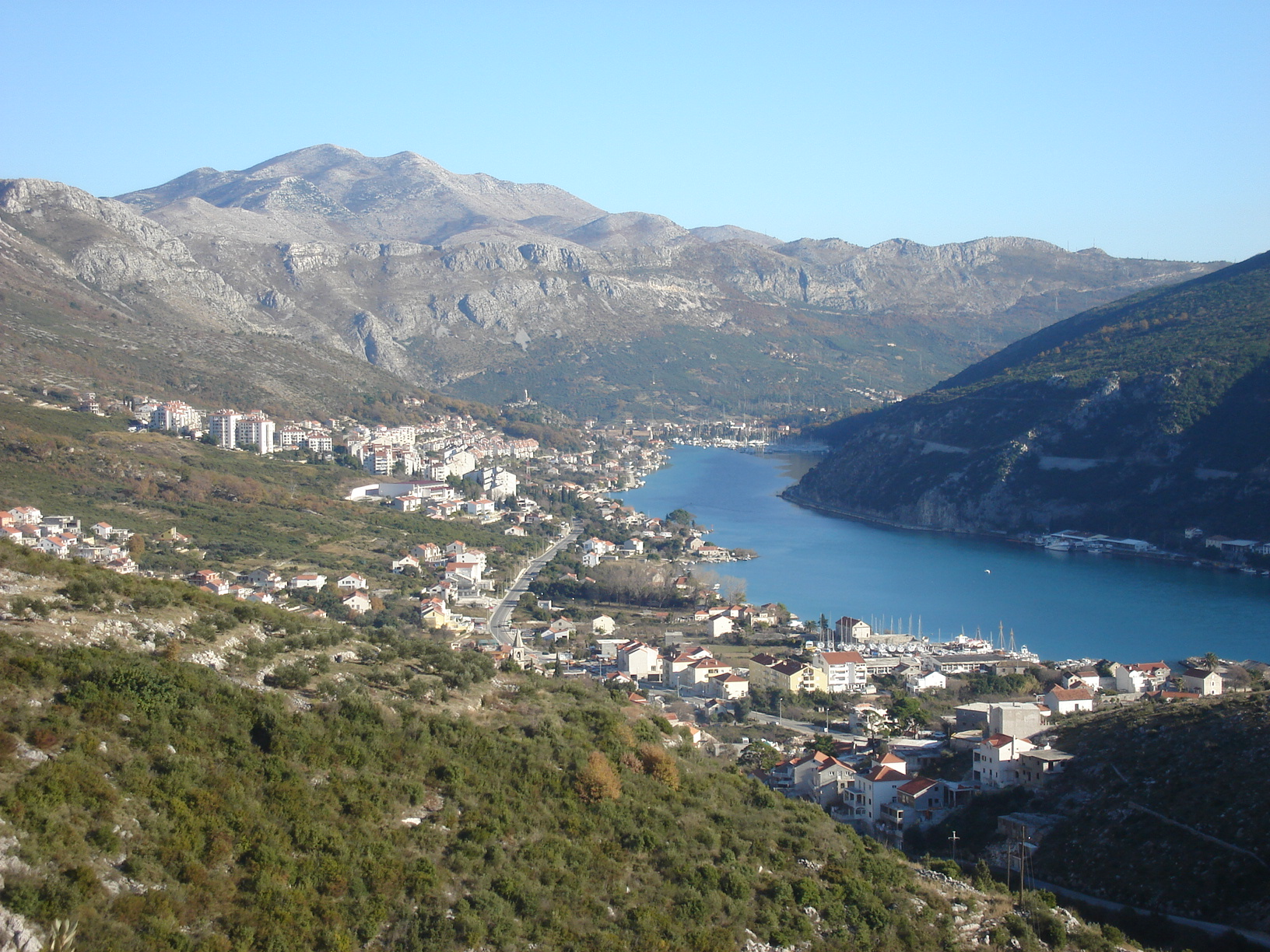
Nova und Stara Mokošica